# Gashi (flod)
Gashi ( albansk: Lumi i Gashit ) er en 27 kilometer lang flod beliggende i Tropojë, det nordlige Albanien . Det er et naturreservat, der spænder over et område på 30 km². Naturreservatet er en del af det europæiske grønne bælte og er en del af UNESCO verdensarvstedet i de oprindelige bøgeskove i Karpaterne og andre regioner i Europa . 
Floden ligger i den østlige del af de albanske alper i en højde af 2.175 over havets overflade. Den kommer fra Dobërdol Passet 2.238 moh. og løber mellem adskillige toppe inklusive Trekufiri (2.354 moh.) i nord, Maja Bogiçaj (2.405 moh.) i den nordøstlige og Maja e Shpatit (2.199 moh.) i nordvest. De forskellige vandløb, der først flyder mod nord og nordvest, smelter sammen i græsgangene ved Dobërdol i nordvest og forlader bassinet mod vest. Få kilometer længere fremme skifter floden kurs mod syd. Den passerer Maja e Shkëlzenit (2.405 moh.) på den vestlige side. Længere mod syd passerer floden gennem en smal kløft og dal til Tropoja-bassinet, hvor floden nedenfor løber ud i Valbonë-floden .
Klimaet er subarktisk og oceanisk, med kølige somre og generelt kolde vintre. Størstedelen af regionens området er skovdækket. Regionen falder inden for blandede skove på Balkan og Dinariske bjerge blandede skove terrestrisk økoregion af det palearktiske tempererede bredbladede og blandede skovbiom . Floddalen er især kendt for mangfoldigheden af flora og fauna og er omgivet af sumpe og kanaler, der dræner hele det lokale bassin, såsom regionen Malësia e Gashit inden for de albanske alper i Adriaterhavet.
På grund af kombinationen af sydlig geografisk bredde og stor højdevariation er der en forskelligartet flora, præget af flere endemiske arter. Skovene er vært for flere planter såsom bøg, silkefyr, slangebarkfyr, rødgran og ædelgran . Faunaen er repræsenteret af 64 arter af pattedyr, bl.a den brune bjørn, ulv, gemse, los, rådyr, vildsvin, tjur, kongeørn, odder og 14 arter af padder.